# تشارلز صامويلز
تشارلز صامويلز (بالإنجليزية: Charles Samuels)‏ (15 سبتمبر 1902 - 27 أبريل 1982)؛ كاتب وروائي أمريكي.

## روابط خارجية
- تشارلز صامويلز على موقع IMDb (الإنجليزية)